# Sonderbericht über die Ozeane und die Kryosphäre in einem sich wandelnden Klima
Der IPCC-Sonderbericht über die Ozeane und die Kryosphäre in einem sich wandelnden Klima (englisch IPCC Special Report on the Ocean and Cryosphere in a Changing Climate, SROCC) ist ein im September 2019 erschienener Bericht des Weltklimarates (IPCC) der Vereinten Nationen. Der Bericht fasst den wissenschaftlichen Kenntnisstand zu den Ozeanen und der Kryosphäre in einem sich ändernden Klima zusammen. Er umfasst die Themen Hochgebirgsregionen; Polargebiete; Meeresspiegelanstieg und Änderungen in den Weltmeeren sowie extreme und abrupte Veränderungen. Er beschäftigt sich auch mit den Folgen und Risiken für tief liegende Inseln, Küsten und Gemeinden, für marine Ökosysteme und abhängige Gemeinschaften sowie mit Risikomanagement und Anpassung.

## Inhalt
Ein vorläufiger Entwurf des Berichts nennt folgende Punkte:
- Bis zu 280 Millionen Menschen könnten langfristig aufgrund des steigenden Meeresspiegels ihre Heimat verlieren. Jährliche Flutschäden sollen sich demnach mindestens verhundertfachen. Von 2050 an würden tief liegende Städte und kleine Inselstaaten jährlich von extremen Fluten betroffen sein. Durch schwindende Gletscher droht in vielen Regionen erst zu viel, dann zu wenig Schmelzwasser.[2]

- Auch die globalen Strömungen in den Ozeanen könnten sich verändern. So sind viele Forscher besorgt, dass der starke Zustrom von geschmolzenem Süßwasser den Golfstrom schwächen könnte. Erste Anzeichen scheinen darauf hinzudeuten, aber noch sind viele Fragen offen. Der Entwurf sagt jedoch eine Verdopplung der Häufigkeit extremer El-Niño-Ereignisse voraus, wenn sich die Erde um zwei Grad erwärmt.[2]

- Das globale Wetterphänomen wird ausgelöst durch schwache Passatwinde, die wiederum dazu führen, dass sich das Wasser vor Perus Küste erwärmt. Oft kommt es zu Überschwemmungen an der Westküste Nord- und Südamerikas, zu Trockenheit und Hitze in Südostasien und zu einem Massensterben von Meerestieren und Korallen.[2]

## Autorenschaft und Entstehungsprozess
Diese Struktur und die thematischen Schwerpunkte des SROCC wurden bei der 45. IPCC-Plenarsitzung in Guadalajara, Mexiko (28.–31. März 2017) festgelegt. Die Struktur beruht auf einem Entwurf, der bei einem Expertentreffen (scoping meeting) im Dezember 2016 erarbeitet worden war.
Die ausgewählten Experten übernahmen die Rolle der koordinierenden Hauptautoren und Hauptautoren – die jedes einzelne Kapitel entwerfen – und der Review-Editoren, die sicherstellten, dass Kommentare von Experten und Regierungen bei der Erstellung des Berichts angemessen berücksichtigt wurden. Die Teams arbeiten gemeinsam an der Erstellung des Sonderberichts, der einschließlich der Zusammenfassung für politische Entscheidungsträger (Summary for Policymakers, SPM) am 25. September 2019 ab 11:00 Uhr in Monaco bei einer Pressekonferenz vorgestellt wird.
Insgesamt waren am Bericht etwa 100 Autoren beteiligt, die ca. 7.000 Forschungsarbeiten ausgewertet haben. Das Hauptaugenmerk lag dabei auf der Auswertung wissenschaftlicher Literatur, die seit dem fünften Sachstandsbericht (2013/2014) veröffentlicht worden ist.